# 榎一雄
榎一雄（1913年11月11日—1989年11月5日），生於日本兵庫縣神戶市，東洋史學者，為東京大學名譽教授。主要研究領域為日本史、中日關係史與中亞史。在邪馬台國爭論中，支持放射狀學說。曾獲正四位勲二等瑞宝章。

## 生平
1934年，從一高畢業後，進入日本東京大學東洋史學系，受白鳥庫吉教授的指導。1958年，成為東京大學東洋史學科助理教授。
1985年，成為東洋文庫館長。

## 著作
- 榎一雄一生著述丰硕。榎一雄著作集编辑委员会编有《榎一雄著作集》13册
- Poussin, Louis de La Vallee, Catalogue of the Tibetan manuscripts from Tun-Huang in the India Office Library with an appendix on the Chinese manuscripts by Kazuo Enoki, London: Oxford University Press, 1962.